# Propenoxid
Propenoxid (även kallad propylenoxid eller epoxypropan) är en epoxid med formeln C3H6O.

## Framställning
Det finns tre dominerande metoder för produktion av propylenoxid.

### Hydroklorinering
Den vanligaste metoden är att blanda propen med vatten och klorgas vilket ger klorerad propanol och isopropanol.
De två isomererna 2-klorpropanol och 1-klorisopropanol dehydrohalogeneras sedan av en bas, vanligen släckt kalk (kalciumhydroxid) till propenoxid.

### Co-oxidation
En annan vanlig metod är att katalytiskt oxidera isobutylen (C4H8) och etylbensen (C6H5C2H5) i luft.
{\displaystyle {\rm {C_{4}H_{8}+C_{6}H_{5}C_{2}H_{5}+O_{2}\rightarrow C_{3}H_{6}O+C_{6}H_{5}C_{2}H_{3}+H_{2}O}}}
Det styren (C6H5C2H3) som också bildas är en användbar biprodukt.

### Oxidation
I april 2003 lanserade det japanska kemiföretaget Sumitomo Kagaku en metod att framställa propylenoxid genom oxidation av isopropylbensen (C6H5C3H7) som inte ger några biprodukter.
En liknande metod lanserades av BASF och Dow Chemical 2008 som bygger på direkt oxidering av propen med väteperoxid. Metoden kallas HPPO-processen där HPPO står för hydrogen peroxide och propylene oxide och ger inga andra biprodukter än vatten.
{\displaystyle {\rm {C_{3}H_{6}+H_{2}O_{2}\rightarrow C_{3}H_{6}O+H_{2}O}}}

## Användning
Mellan 60 och 70% av all producerad propylenoxid används för att producera polyuretanplast. Mycket används också för att tillverka 1,2-propandiol.
Det används också i termobariska vapen.